# 瓜斯蒂 (加利福尼亞州)
瓜斯蒂（英語：Guasti）是位於美國加利福尼亞州聖貝納迪諾縣的一個非建制地區。該地的面積和人口皆未知。

## 地理
瓜斯蒂的座標為34°03′54″N 117°35′11″W / 34.06500°N 117.58639°W，而該地的平均海拔高度為296米（即971英尺）。